# Маријана Мићић
Маријана Мићић (Београд, 20. март 1983), позната и као Мара, српска је водитељка и глумица.

## Биографија
Маријана Мићић је рођена у Београду 20. марта 1983. године. Завршила је основну школу Краљ Петар Први и Једанаесту Београдску гимназију, а затим дипломирала глуму на Академији лепих уметности у Београду (сада Факултет савремених уметности), у класи Ивана Бекјарева. Заједно са Аном Михајловски најпознатија је као водитељка Великог брата. Популарност су заједно стекле у серијалу Једноставан живот и Бела лађа, и водећи већину емисија Емошон продукције. Емошон продукцију је напустила 2014. године и прешла је на ТВ Пинк, где води дечији музички талент-шоу Пинкове звездице. Глумила је у неколико телевизијских серија, а највећи успех је доживела у серији Љубав и мржња, где је тумачила улогу медицинске сестре Славице.

## Филмографија
| Год.       | Назив                        | Улога                         |
| ---------- | ---------------------------- | ----------------------------- |
| 2000.-те   |                              |                               |
| 2004.      | Te quiero, Радиша                     | Глумица                       |
| 2004—2006. | Једноставан живот            | Маријана                      |
| 2007.      | Љубав и мржња                | Медицинска сестра Славица     |
| 2008.      | Ко је овде луд               | Медицинска сестра             |
| 2010.-те   |                              |                               |
| 2010.      | Бела лађа                    | Маријана                      |
| 2011.      | Жене са Дедиња               | Новинарка / инструкторка јоге |
| 2014.      | Ургентни центар (ТВ серија)  | специјализант хирургије Сара  |
| 2018.      | Шифра Деспот                 | Зана                          |
| 2019.      | Нек иде живот                | Соња                          |
| 2020.-те   |                              |                               |
| 2020.      | Тате (ТВ серија)             | Горица                        |
| 2021.      | Три мушкарца и тетка         | Саманта                       |
| 2021.      | Љубав испод златног бора     | Даница Ивановић               |
| 2022.      | Лето кад сам научила да лети | Зденка                        |

## Емисије
| Година     | Назив                        |
| ---------- | ---------------------------- |
| 2003—2005. | Бунга банга ре               |
| 2004.      | Генерална проба              |
| 2004.      | Лажњак                       |
| 2005.      | 48 сати свадба               |
| 2005—2007. | Супер хероји са острва снова |
| 2005.      | Хоћеш — Нећеш                |
| 2006—2007. | Летећи старт                 |
| 2006—2013. | Велики брат                  |
| 2008.      | Операција Тријумф            |
| 2012—2013. | Дневни магазин               |
| 2012—2013. | Ноћни ТВ пројекат            |
| 2014—2023. | Пинкове звездице             |
| 2015.      | Пинк мјузик фестивал         |